# Sedmikvítek evropský

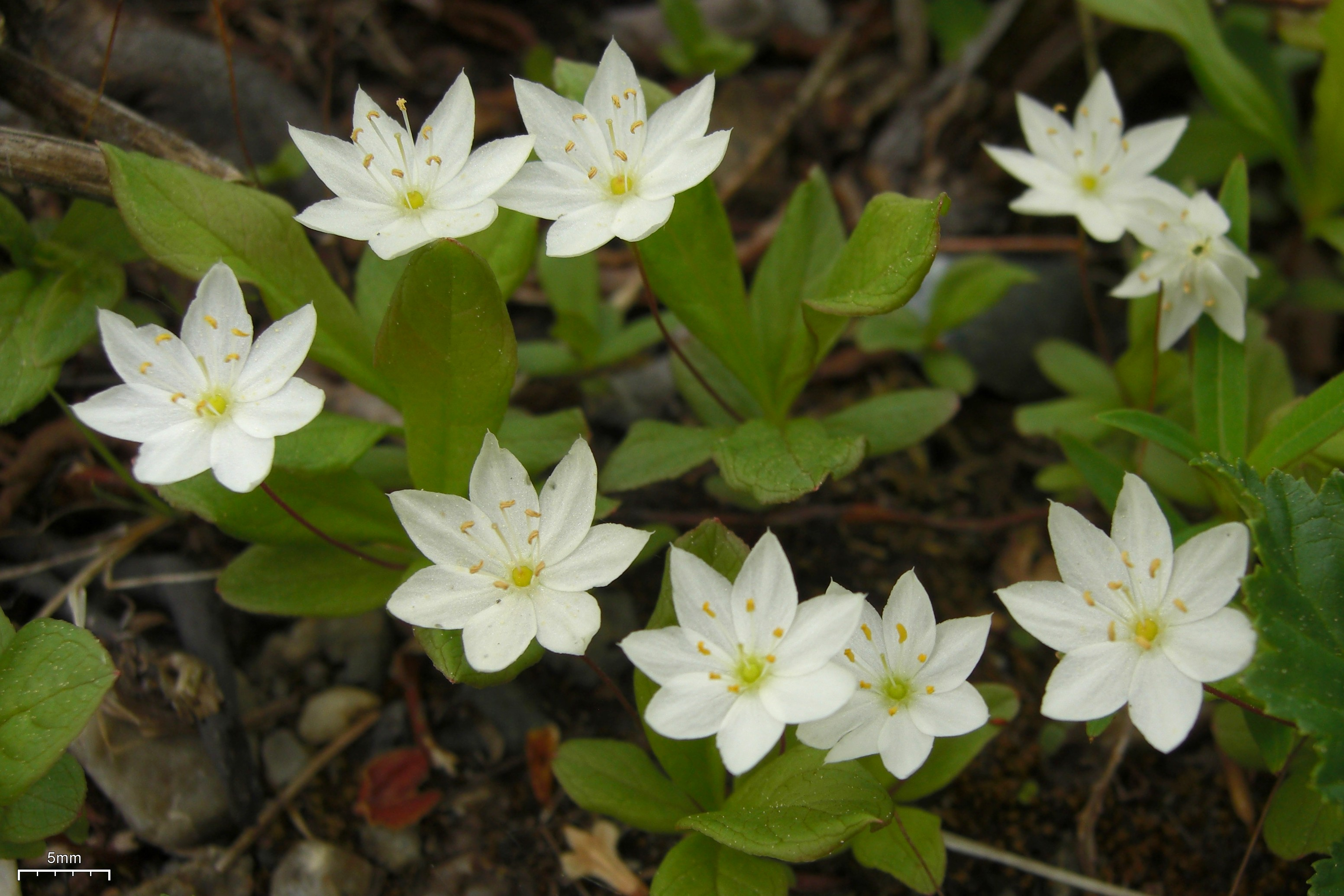
Kvetoucí trs

Sedmikvítek evropský (Trientalis europaea) je drobná, vytrvalá, v květnu až červenci bíle kvetoucí, planě rostoucí rostlina, jediný evropský zástupce rodu sedmikvítek. Někdy bývá považován za synonym Lysimachia europaea (tj. druh rodu vrbina – Lysimachia).

## Výskyt
Roste téměř v celé Evropě a v rozsáhlých areálech severní části Asie, od ruské západní Sibiře přes Kazachstán, severní Čínu a Mongolsko až na Dálný východ a Korejský poloostrov, zasahuje také na některé ostrovy Japonska. Nedávno byl ze sedmikvítku evropského vydělen sedmikvítek severní (Trientalis arctica) rostoucí v Severní Americe.
V české krajině je rozšířen především v oreofytiku a jen roztroušeně roste na navazujících územích mezofytika. Nejvýše vystupuje v Krkonoších do 1450 m n. m (Bílá louka). Sedmikvítek evropský je v "Červeném seznamu cévnatých rostlin České republiky" zařazen mezi vzácnější druhy vyžadující pozornost (C4a).

## Ekologie
Vyžaduje půdu humózní, chudou na živiny a hlavně s kyselou reakcí. Roste nejčastěji v horských smrčinách, na polostinných vlhkých až mokrých horských loukách, na rašeliništích a bažinách, někdy též jako podrost klečových porostů. Mimo les jej lze nalézt většinou nad hranicí lesa, v nižších polohách je vzácný.

## Popis

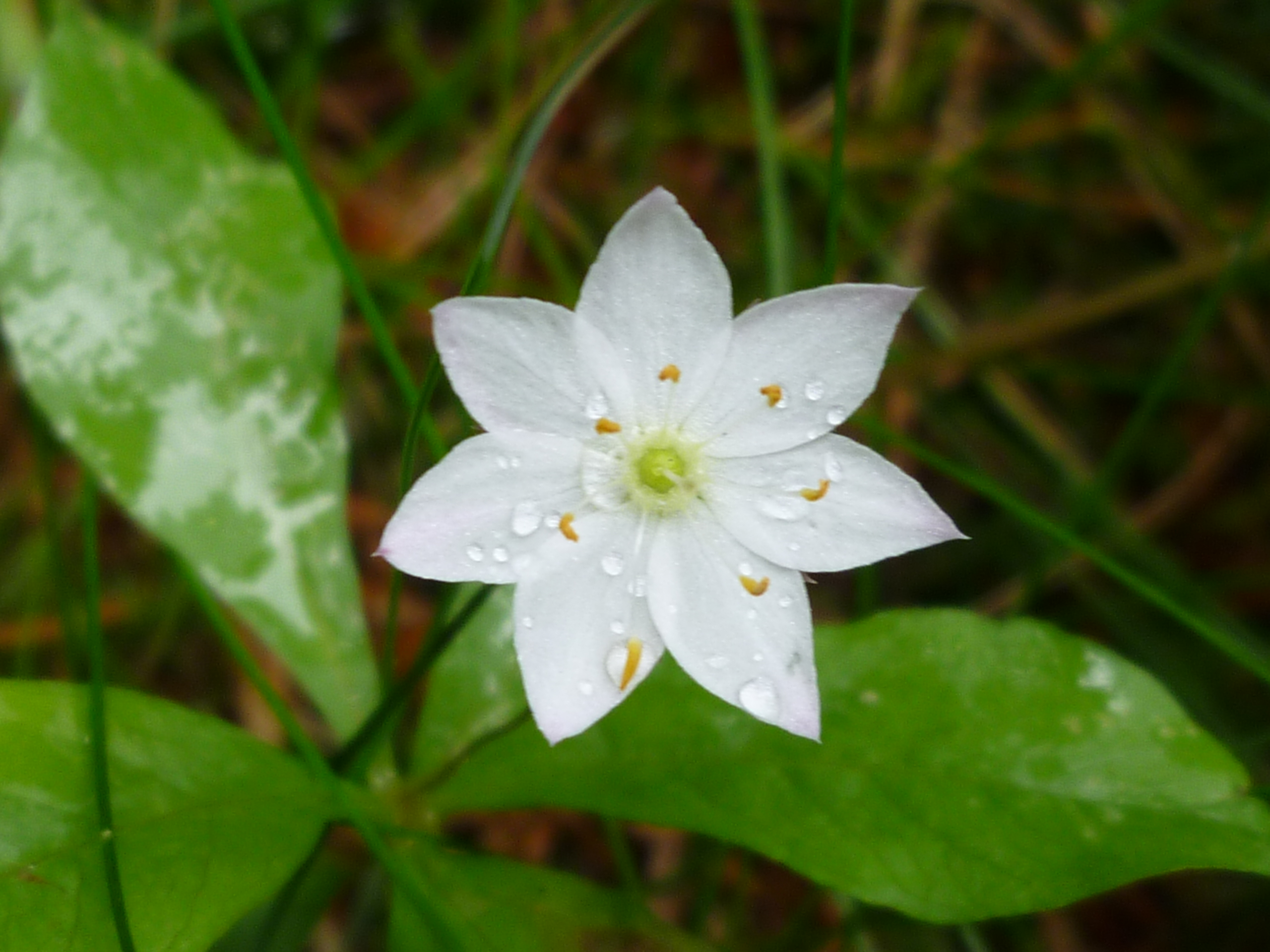
Květ

Vytrvalá bylina s přímou, nevětvenou lodyhou vysokou 5 až 15 cm, vyrůstající z tenkého, plazivého oddenku na koncích hlízovitě ztlustlého. Lodyha je porostlá jednoduchými, obvejčitými nebo kopinatými listy, spodní střídavé (nejvýše tři) jsou přisedlé, celokrajné a na konci tupé. Horní (v počtu 5 až 12) rostou nahloučené v přeslenech na konci lodyhy, jsou krátce řapíkaté, po obvodě jemně zubaté a vrchol mají špičatý. Čepele spodních listů bývají dlouhé jen 3 až 8 mm, u horních jsou větší, 2 až 5 cm. Po odkvětu listy žloutnou a opadávají, suché lodyhy většinou zůstávají vzpřímené po celou zimu.
Z úžlabí horních listů vyrůstají na tenkých, asi 3 cm dlouhých stopkách jeden až dva květy, nejčastěji sedmičetné. Odtud pochází i rodové jméno "sedmikvítek", skutečný počet se ale může pohybovat v rozmezí 5 až 9. Květ velký až 15 mm má kališní lístky drobné, jen 3 mm dlouhé, čárkovité a korunní lístky bílé či výjimečně narůžovělé, velké až 7 mm, eliptické a na konci špičaté. Elipsoidní prašníky, nejčastěji sedm (5 - 9), jsou oranžové, čnělka je zakončena hlavičkovitou bliznou. Prašníky se otvírají mnohem později než dozrají blizny a proto bývá často pyl opylovačem přenesen na již neživou, zaschlou bliznu. Květy neprodukují nektar a jsou hmyzem navštěvovány jen řídce.
Plod je mnohosemenná, kulatá tobolka velká 5 mm obsahující vejčitá, asi 1 mm velká semena. Tobolky se otevírají chlopněmi a semena z nich většinou vypadávají v říjnu a listopadu, někdy však zůstávají až do poloviny zimy uzavřená v tobolce na lodyze. Pravděpodobně z důvodu špatného opylování se u tohoto druhu semena vyvíjení jen zřídkakdy.

## Rozmnožování
Sedmikvítek evropský vytváří málo semen a mají různou dobu dormance, tvrdé osemení špatně propouští vodu a drobné semenáčky se málo prosazují v zapojeném porostu. Je předpoklad, že se v přírodě rozmnožuje semeny jen výjimečně a šíří se většinou vegetativně.
Z hlízy mateřské rostliny roste jeden až pět tenkých oddenků na koncích hlízovitě ztlustlých. Oddenky jsou nevětvené, až 75 cm dlouhé a spirálovitě stočené v měkkém substrátu asi 2 cm pod povrchem. Hlízovitý konec se vyvine ve vytrvalou hlízu, ze které po uschnutí spojovacího oddenku vyroste kořen a další rostlina. Nová hlíza po zesílení vypouští oddenky a vytváří opět dceřiny hlízy a rostliny.
Z podzemních pupenů stávající lodyhy mohou vyrůst nové lodyhy, které pokvetou až následný rok, vytvářejí tak husté trsy rostlin. Taktéž z úžlabí spodních listů vyrůstají odnože plazící se po povrchu půdy, jejich konce se zavrtávají do půdy a tam se na nich vyvíjejí hlízy. Při narušování půdy nebo jejím přesunu dochází k rozptýlení drobných hlízek po okolí.